# Kaarlo Tuominen
Kaarlo Jalmari « Kalle » « Pariisin-Kalle » Tuominen (né le 9 février 1908 à Somerniemi et décédé le 20 octobre 2006) est un athlète finlandais spécialiste du 3 000 mètres steeple. Licencié au Helsingin Poliisivoimjiat, il mesurait 1,77 m pour 66 kg.

## Biographie
Il a réalisé ses meilleures performances en remportant une médaille d'argent aux Jeux olympiques de 1936 et en se classant quatrième aux Championnats d'Europe de 1938. Il a travaillé comme officier de police à Helsinki. 

### Palmarès
| Date | Compétition           | Lieu   | Résultat | Performance  |
| ---- | --------------------- | ------ | -------- | ------------ |
| 1936 | Jeux olympiques d'été | Berlin | 2e       | 9 min 06 s 8 |
| 1938 | Championnats d'Europe | Paris  | 4e       | 9 min 28 s 6 |

### Records
| Épreuve              | Performance  | Lieu | Date |
| -------------------- | ------------ | ---- | ---- |
| 3 000 mètres steeple | 9 min 06 s 8 |      | 1936 |